# John Moore (pisarz)
John Moore (ur. 1959) – amerykański pisarz fantasy i science fiction, z wykształcenia inżynier chemik. Mieszka i pracuje w Houston, w stanie Teksas. Dawniej publikował pod swoim pełnym nazwiskiem John F. Moore. Debiutował w 1986 roku opowiadaniem Sight Unseen. W Polsce zostały wydane jego dwie książki: Heroizm dla początkujących oraz Niedobry Królewicz Karolek.

### Powieści
- Slay and Rescue (2003)
- Heroizm dla początkujących (Heroics for Beginners, 2004) — wyd. pol. Red Horse, 2007, przeł. Dominika Schinscheiner, ISBN 978-83-60504-11-6
- The Unhandsome Prince (2005)
- Niedobry Królewicz Karolek (Bad Prince Charlie, 2006)
- A Fate Worse Than Dragons (2007)

### Opowiadania
- Sight Unseen (1986) [jako John F. Moore]
- Bad Chance (1986) [jako John F. Moore]
- Trackdown (1987) [jako John F. Moore]
- Freeze Frame (1988)
- The Worgs (1990) [jako John F. Moore]
- Hell on Earth (1991)
- Sacrificial Lamb (1992)
- A Job for a Professional (1993)
- Excerpts from the Diary of Samuel Pepys (1995)